# Ривердејл Парк (Мериленд)
Ривердејл Парк (енгл. Riverdale Park) град је у америчкој савезној држави Мериленд.

## Демографија
По попису из 2010. године број становника је 6.956, што је 266 (4,0%) становника више него 2000. године.
| Група             | 2000.         | 2010.         |
| Белци             | 1.832 (27,4%) | 1.224 (17,6%) |
| Афроамериканци    | 2.576 (38,5%) | 1.887 (27,1%) |
| Азијати           | 284 (4,2%)    | 231 (3,3%)    |
| Хиспаноамериканци | 1.891 (28,3%) | 3.480 (50,0%) |
| Укупно            | 6.690         | 6.956         |